# Otto Fickeisen
Otto Fickeisen (* 24. Dezember 1879 in Ludwigshafen am Rhein; † 15. Dezember 1963 in Königsbach an der Weinstraße) war ein deutscher Ruderer des Ludwigshafener Rudervereins und Olympiasieger.
Er nahm als Athlet für Deutschland an den Olympischen Spielen 1900 und 1912 im Vierer mit Steuermann teil. Bei seiner ersten Teilnahme 1900 in Paris konnte er mit seiner Mannschaft die Bronzemedaille erringen. Zwölf Jahre später bei den Olympischen Spielen in Stockholm nahm er nochmals zusammen mit seinem Bruder Rudolf Fickeisen, Hermann Wilker, Albert Arnheiter und Steuermann Otto Maier teil und gewann die Goldmedaille. Dies war auch gleichzeitig die erste olympische Goldmedaille für den deutschen Ruderverband.